# Acmaeops discoidea
Acmaeops discoidea là một loài bọ cánh cứng thuộc phân họ Lepturinae, trong họ Cerambycidae. Loài này phân bố ở Hoa Kỳ, và Canada. Beetle feeds on Virginia pine.